# Северное побережье штата Эспириту-Санту (мезорегион)

Северное побережье штата Эспириту-Санту на карте.

Северное побережье штата Эспириту-Санту (порт. Mesorregião Litoral Norte Espírito-Santense) — административно-статистический мезорегион в Бразилии, входит в штат Эспириту-Санту. Население составляет 548 850 человек (на 2010 год). Площадь — 14 521,291 км². Плотность населения — 37,80 чел./км².

## Демография
Согласно сведениям, собранным в ходе переписи 2010 г. Национальным институтом географии и статистики (IBGE), население мезорегиона составляет:
| Полное население                            | Полное население                            | Полное население                            | Полное население                            | 548 850 |
| ------------------------------------------- | ------------------------------------------- | ------------------------------------------- | ------------------------------------------- | ------- |
| в том числе:                                | Городское население                         | 437 895                                     | Процент городского населения, %             | 79,78   |
|                                             | Сельское население                          | 110 955                                     | Процент сельского населения, %              | 20,22   |
|                                             | Мужское население                           | 274 059                                     | Процент мужского населения, %               | 49,93   |
|                                             | Женское население                           | 274 791                                     | Процент женского населения, %               | 50,07   |
| Плотность населения, чел/км²                | Плотность населения, чел/км²                | Плотность населения, чел/км²                | Плотность населения, чел/км²                | 37,80   |
| Население мезорегиона в % к населению штата | Население мезорегиона в % к населению штата | Население мезорегиона в % к населению штата | Население мезорегиона в % к населению штата | 15,61   |

## Статистика
- Валовой внутренний продукт на 2003 составляет 4 265 986 236,00 реалов (данные: Бразильский институт географии и статистики).
- Валовой внутренний продукт на душу населения на 2003 составляет 8871,52 реалов (данные: Бразильский институт географии и статистики).
- Индекс развития человеческого потенциала на 2000 составляет 0,735 (данные: Программа развития ООН).

## Состав мезорегиона
В мезорегион входят следующие микрорегионы:
1. Монтанья
2. Линьярис
3. Сан-Матеус